# Athyreus nitidus
Athyreus nitidus es una especie de coleóptero de la familia Geotrupidae.

## Distribución geográfica
Habita en Bolivia.